# Zemine
Zemine (* 17. Juli 1990 in Gelsenkirchen, bürgerlich Zemine Aras) ist eine deutsche Sängerin und Rapperin.

## Leben
Zemine Aras ist in Gelsenkirchen geboren und wuchs dort mit einem älteren Bruder und einer älteren Schwester im Stadtteil Schalke auf.
Ihre Eltern kamen aus der osttürkischen Provinz Iğdır nach Deutschland und sind türkisch-aserbaidschanischer Herkunft.
In Gelsenkirchen besuchte sie die Mulvany-Realschule im Stadtteil Bismarck und kam im Jugendzentrum Tossehof früh mit Hip-Hop in Kontakt. Im Alter von 14 Jahren entstanden ihre ersten musikalischen Aufnahmen. Im Laufe ihrer Musikkarriere zog sie nach Oberhausen. Sie ist gelernte Sport- und Fitnesskauffrau sowie Visagistin.

## Karriere
Über die Plattform MySpace kam sie in Kontakt mit dem Düsseldorfer Label Looplab Records. 2009 erlange sie erste Bekanntheit durch den Track Rosenkrieg mit dem deutschen Rapper Blumio, welcher circa fünf Millionen Aufrufe auf Youtube (Stand: 2022) erzielen konnte.
Mit 19 Jahren nahm sie zudem an der 7. Staffel von Deutschland sucht den Superstar teil, welche 2010 ausgestrahlt wurde. Sie kam dort bis in den Auslandsrecall, verpasste jedoch den Einzug in die Live-Shows.
2011 nahm sie bei O Ses Türkiye, dem türkischen Format von The Voice, teil. In den Blind Auditions sang sie das Lied I Have Nothing von Whitney Houston.
Zur selben Zeit nahm sie Lieder mit mehreren deutschen Rappern auf. So erschienen zwei Videosingles mit Summer Cem mit mehreren Millionen Aufrufen. Sie sang auch Gesangshooks auf einigen Albumtracks des Rappers Farid Bang.
In den Jahren darauf zog sie sich aus dem Musikbusiness zurück und arbeitete als Filialleiterin einer Kosmetikkette. Auf dem Album Gangland von Manuellsen Ende 2016 sang sie eine Hook, auch auf dem Album Herz von Moses Pelham war sie vertreten. Nach eigenen Aussagen arbeitete sie nebenbei auch als Ghostwriterin für andere Künstler. Im Internet bot sie sich zudem als Sängerin für Firmenveranstaltungen, Geburtstagsparties und türkische Hochzeiten an.
2018 arbeitete sie auch wieder an eigener Musik. Im selben Jahr veröffentlichte sie mit dem deutschen Rapper Asche den Track Anime. Danach kam längere Zeit keine weitere Musik mehr. Auf der im August 2020 erschienen Videoauskopplung Türkischer Honig des deutschen Rappers Fard sang Zemine die türkische Hook, eine Coverversion des Refrains von Haluk Levent aus dem 1997 veröffentlichten Lied Anlasana. Sie veröffentlichte zudem zwei weitere Lieder mit Fard, welche jedoch nicht als Single ausgekoppelt wurden.
Im November 2020 erschien ihre Single Egal. Zwei Monate später folgte die zweite Single Bei dir. Seitdem veröffentlicht sie regelmäßig eigene Lieder auf Deutsch. Mit dem Rapper Asche kamen die Videosingles Kalt wie Schnee, Packs zu Manni sowie Sternschnuppenregen heraus. Asche war zudem an weiteren Singles als Produzent tätig.

## Diskografie
Alben
- 2022: Assi aber Geil (EP)

Singles
- 2015: Irgendwann
- 2020: Egal
- 2021: Bei dir
- 2021: Kalt wie Schnee (mit Asche)
- 2021: Yalan
- 2021: Zemi From The Block
- 2021: Iced Out
- 2021: Ich will mehr
- 2021: Russian Red
- 2021: Zu Spät
- 2021: Gec Kaldin
- 2022: IMMD
- 2022: Sternschnuppenregen (mit Asche)
- 2022: Katharsis

Featurebeiträge
- 2009: Rosenkrieg (mit Blumio)
- 2010: Diesmal (mit Summer Cem)
- 2011: Teufelskreis (mit Farid Bang)
- 2011: Mein Mann ist ein Gangster (mit Farid Bang)
- 2012: Unbesiegbar (mit Summer Cem)
- 2012: Du fehlst mir (mit Farid Bang)
- 2012: Wo ist dein Lächeln (mit Summer Cem)
- 2013: Herbst Winter Frühling (mit Summer Cem)
- 2016: Paff Paff (mit Manuellsen)
- 2017: Mehr Licht (mit Moses Pelham)
- 2016: Momomomomosespelham (mit Moses Pelham)
- 2018: Anime (mit Asche)
- 2019: Telegram (mit Fard)
- 2020: Türkischer Honig (mit Fard)
- 2020: Wolkenfrei (mit Fard)
- 2021: Packs zu Manni (mit Aschkobar)